# Dentelinus
De heilige Dentelinus (Dentelijn) (7e eeuw) is sinds zijn dood een Belgisch heilige.
Dentelinus was een zoon van de heilige Vincentius Madelgarius en de heilige Waltrudis en werd net als zijn vader en moeder heilig verklaard. Zijn vader was de zoon van de graaf van Henegouwen, een hoge ambtenaar aan het hof van de Merovingisch-Frankische koning Dagobert I, in de tijd dat Henegouwen gekerstend werd. Hij overleed reeds op zevenjarige leeftijd en werd na zijn dood net als de overige leden van zijn familie in geheel Henegouwen vereerd. Hij werd begraven in Zinnik. Vierhonderd jaar later, in 1040, werd zijn gebeente overgebracht naar de net ingewijde stiftkerk in de tegenwoordig in Duitsland liggende stad Rees aan de Rijn. Tot ongeveer 1870 werd hij daar nog steeds als tweede beschermheilige van de stad vereerd. Zijn feestdag is op 14 juli.